# Edwin Long
Edwin Longsden Long (Bath, 12 luglio 1829 – Hampstead, 15 maggio 1891) è stato un pittore inglese.

## Biografia
Seguendo le orme del padre, studiò pittura all'Accademia del British Museum e nella scuola di James Mathews Leigh. Iniziò la carriera come ritrattista, dipingendo tra gli altri ritratti di Henry Irving, Henry Edward Manning, Angela Burdett-Coutts, Samuel Cousins, Charles Greville.
Ottenne particolare successo nell'ultimo ventennio di attività, quando si specializzò in pittura storica di soggetti biblici. Dopo essere stato un associato fin dal 1870, nel 1881 fu eletto membro a pieno titolo della Royal Academy of Arts.